# Єлшевиця
Єлшевиця (словен. Jelševica) — поселення в общині Загорє-об-Саві, Засавський регіон, Словенія. Висота над рівнем моря: 532,4 м.